# Mädchen zwischen Sex und Sünde
Mädchen zwischen Sex und Sünde ist ein 1966 in Deutschland entstandenes, US-amerikanisches Filmmelodram des später als Erotikfilmregisseur zu Ruhm gekommenen Radley Metzger.

## Handlung
Die Geschichte spielt in Münchner Jet-Set-Kreisen Mitte der 1960er Jahre. Die schöne, brünette Leslie ist mit dem erfolgsverwöhnten Architekten Logan verlobt. Doch diese Beziehung macht sie nicht so glücklich wie erhofft. Denn Logan vernachlässigt seine Braut und betrügt sie mit der sinnlichen Blondine Agnes – ein Verhältnis, das Leslie bislang verborgen blieb. Auf einer ausgelassenen Schickeria-Party, die die lesbische Irena für ihre meist gleichaltrigen Freunde ausrichtet, lernt Leslie den charmanten Maler Christian kennen, der sie sogleich fasziniert. Beide verabreden sich zu einem späteren Rendezvous, und infolge mehrerer Begegnungen kommt man sich erst näher, dann schlafen die beiden sogar miteinander. Am darauf folgenden Tag muss Christian für mehrere Monate dienstlich nach Lissabon verreisen und lässt eine zutiefst enttäuschte Leslie zurück, die einsehen muss, dass das erhoffte, langfristige Liebesglück doch nur ein One-Night-Stand war.
In ihrer Enttäuschung stürzt sich Leslie ins großstädtische Nachtleben und ist in einer Disco mehr als fasziniert von einer lasziven Erotiktänzerin namens Sheila, zu der sie sich magisch hingezogen fühlt. Irritiert und deprimiert zugleich, verlässt sie den Tanzschuppen und klettert am folgenden Morgen auf den Münchner Rathausturm, wo sie mit dem Gedanken spielt, sich das Leben zu nehmen. Irena, die ihr nachgegangen ist, hält sie von der Tat ab. Auf dem Weg zu Leslies Heim begegnen die beiden ausgerechnet Logans Geliebte Agnes. Verwirrt und emotional zutiefst verunsichert und verletzlich, gibt sich Leslie dort Irenas Verführungsversuchen hin. Derweil sucht Logan seine Verlobte und erfährt von Agnes, dass diese die Nacht davor Leslie mit Irena auf der Straße gesehen habe. Logans begibt sich zu Irenas Wohnung und macht ihr klar, dass sie ihre Finger von Leslie lassen solle. Dann nimmt er Leslie mit sich. Während eines gemeinsamen Spaziergangs durch das Stadtzentrum entdecken die beiden ihre Liebe zueinander wieder.

## Produktionsnotizen
Mädchen zwischen Sex und Sünde entstand in München und wurde am 12. Juli 1966 in Washington D.C. uraufgeführt. Die Deutschland-Premiere fand am 19. Januar 1968 statt. Die deutsche Fassung wurde gegenüber der Originalversion um sieben Minuten gekürzt.
Die Deutsche Uta Levka wurde hier erstmals mit dem Rollentyp der lasziven Verführerin bedacht, den sie in ihren kommenden Filmrollen immer wieder spielen sollte.
Osman Ragheb diente Metzger als Aufnahmeleiter.

## Kritik
Das Lexikon des Internationalen Films befand: „Schwierigkeiten zwischen einem jungen Architekten und seiner Verlobten als Anlaß für ein primitives Unterhaltungsfilmchen. - Wir raten ab.“

## Einzelnachweis
1. ↑  Mädchen zwischen Sex und Sünde. In: Lexikon des internationalen Films. Filmdienst, abgerufen am 5. Juli 2023.